# Jean Jacques Paul Félix Ressayre
Jean Jacques Paul Félix Ressayre est un général français né le 29 mars 1809 à Castelsarrazin et décédé le 16 novembre 1879.

## Biographie
Engagé volontaire à l'école de cavalerie en 1827, il est promu sous-lieutenant au 3e Régiment de Chasseurs d'Afrique le 2 septembre 1835. Le 16 décembre 1838, lors de l'expédition de Sétif, il est blessé d'un coup de feu au bras gauche. Il devient ensuite porte étendard de son régiment en 1839.
Promu lieutenant le 7 juillet 1840, il est cité comme s'étant particulièrement distingué le 20 mai 1842 à la défense du camp d'El Arrouch où, à la tête des gendarmes maures et des Spahis, il entame parmi les premiers la charge et se retrouve un instant compromis et presque seul au milieu des Kabyles.
Il est promu capitaine le 5 juin 1842, et passe au 3e Régiment de Chasseurs d'Afrique en 1843, puis au 1er Spahis le 4 août 1845.
Chef d'escadrons le 9 octobre 1848, il est nommé au 4e Régiment de Chasseurs d'Afrique.
Lieutenant-colonel le 15 janvier 1853, il est nommé au 6e Régiment de Dragons. Le régiment est désigné pour partir pour l'Orient et embarque à Marseille le 6 mai 1854 pour arriver à Gallipoli le 1er juin 1854. Affecté à la brigade du général Cassaignoles, il fait la campagne de Varna et souffre de l'épidémie de choléra. Le 17 novembre 1854, le 6e Dragons débarque en Crimée.
Le 19 janvier 1855, il est promu colonel du 6e Dragons. Durant le siège de Sébastopol, le 6e Dragons est employé aux reconnaissance dans la vallée de la Tchernaïa et, le 8 septembre 1855 est envoyé pour l'expédition d'Eupatoria. Le 29 septembre 1855, le régiment est engagé lors du combat de Kanghil, qui oppose la brigade de cavalerie française (6e Régiment de Hussards, 6e Dragons, 7e Régiment de Dragons) à 6 escadrons de cosaques appuyés par de l'artillerie. Après une première charge conduite par le 4e Hussard, « le colonel Ressayre, sur l'ordre du général d'Allonville, enlève son régiment avec une énergique vigueur, le général de Chapéron en tête. les escadrons ennemis, qui sur quelques points hésitent encore à abandonner le terrain, tournent aussitôt bride et disparaissent dans toutes les directions. Pendant plus de deux heures, les dragons s'acharnent à leur poursuite ; tout ce qu'ils parviennent à rejoindre jette ses armes et se rend prisonnier ». les Russes perdirent dans ce combat 110 tués et blessés, 169 prisonniers, 250 chevaux, 3 canons, 3 obusiers et 12 caissons d'artillerie, avec la forge de campagne. Pour son commandement ce jour-là, Ressayre reçoit la croix de Commandeur de la Légion d'honneur.
Il est promu général de brigade le 14 mars 1863, il commande une brigade de cavalerie du camp de Chalons. En 1870, il est nommé à la tête de la 2e brigade de la division de cavalerie du 13e Corps d'Armée.
Il est promu général de division le 4 octobre 1870, il prend la tête de la division de cavalerie du 16e Corps d'Armée et le 9 novembre 1870 à Coulmiers, son cheval est tué sous lui et il est blessé d'un éclat d'obus. En mars 1871, il est nommé commandant de la 3e Division de Cavalerie de l'armée de Versailles.
Après la guerre, il est nommé juge au tribunal chargé de juger la conduite du maréchal Bazaine durant la guerre.
Il quitte le service actif en 1874, Grand officier de la Légion d'honneur.
Il est mort le 16 novembre 1879.